# 열녀해주오씨정려각
열녀해주오씨정려각은 대한민국 충청남도 천안시 동남구 광덕면 매당리에 있다. 1995년 5월 10일 천안시의 향토문화유산 제12호로 지정되었다.

## 개요
열녀 해주 오씨의 정절을 기리고자 세운 정려각이다.